# Дайкман-стрит (линия Бродвея и Седьмой авеню, Ай-ар-ти)
|   |   |   |   |
| · | · | · | · |

|   |   |   |   |
| · | · | · | · |

«Дайкман-стрит» (англ. Dyckman Street) — станция Нью-Йоркского метрополитена, расположенная на линии Бродвея и Седьмой авеню, Ай-ар-ти.  На станции останавливается маршрут 1 (круглосуточно). Она представлена двумя боковыми платформами, обслуживающими два пути.
Станция была открыта 16 марта 1906 года, как часть продления линии после её открытия 27 октября 1904 года.
Станция находится в той части острова Манхэттен, где заканчиваются Вашингтонские холмы и начинается равнина, образующая северную оконечность острова. Сама станция стоит на насыпи, к югу от неё линия сразу уходит в тоннель к станции 191-я улица, самой глубокой в системе, а к северу линия становится эстакадной — это один из немногих эстакадных участков метро в Манхэттене. К северу от станции начинается центральный экспресс-путь, который практически не используется.

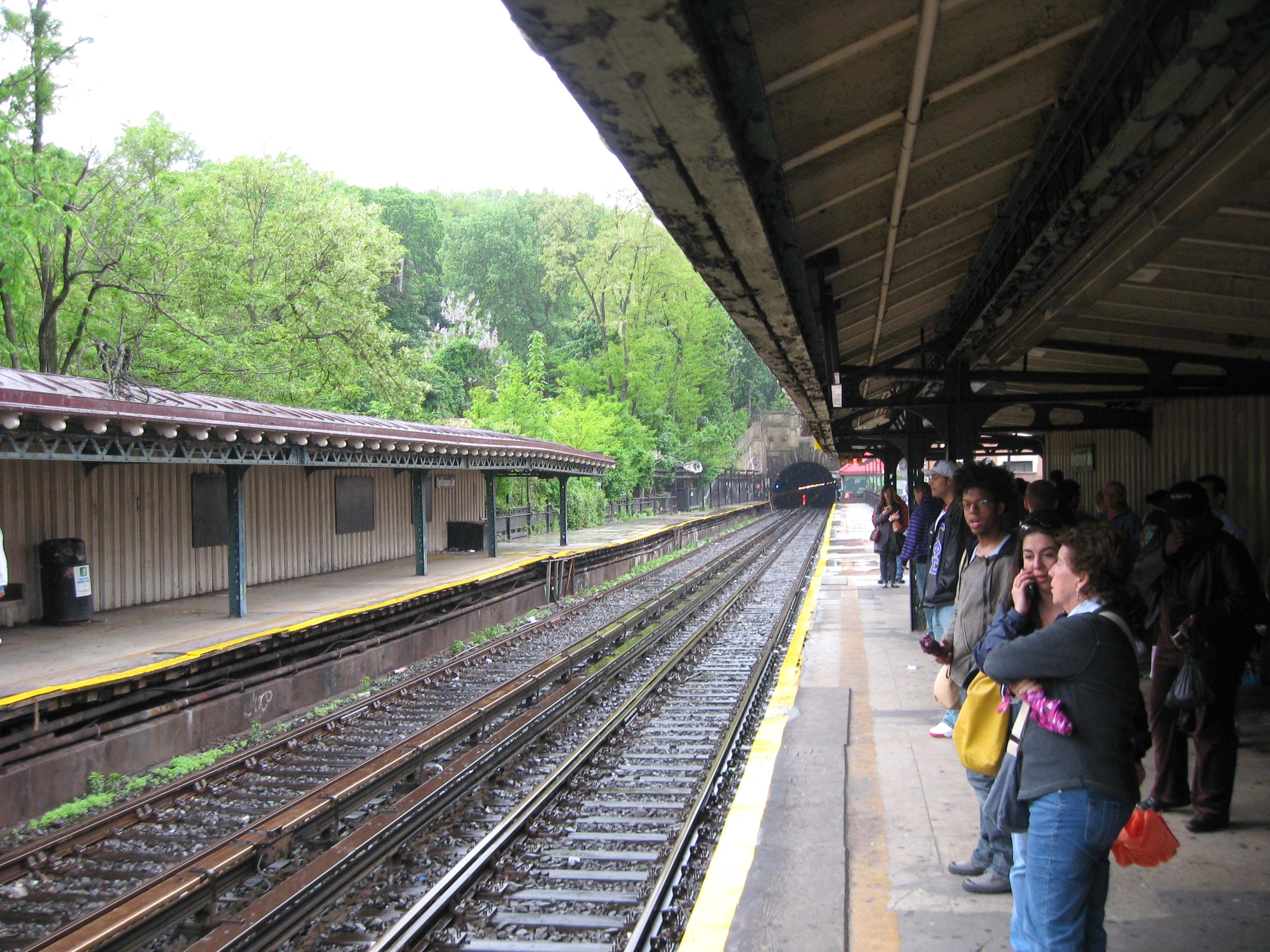
Платформа
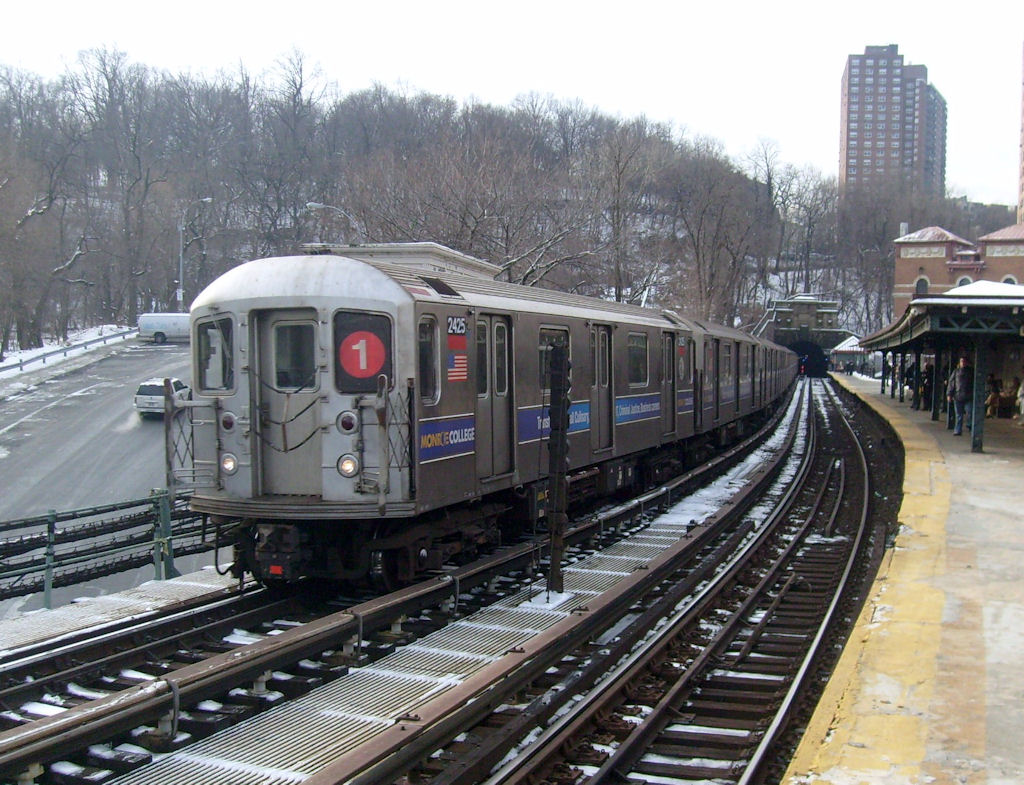
Поезд покидает станцию
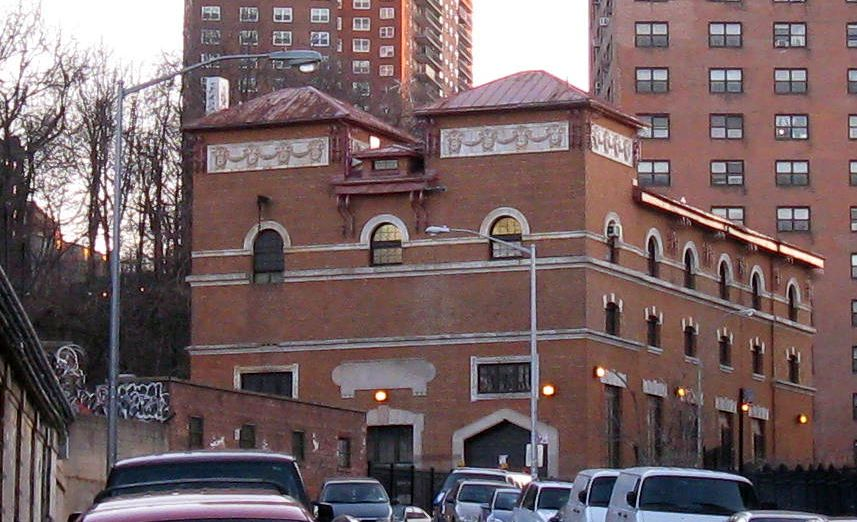
Электрическая подстанция рядом со станцией